# Декалог 6
«Декало́г 6» (пол. Dekalog, sześć) — шестой телефильм из десятисерийного цикла «Декалог», снятого польским кинорежиссёром Кшиштофом Кесьлёвским. Фильм вышел на экраны 8 июня 1990 года. Один из двух эпизодов цикла, на основе которых параллельно были сняты полноформатные художественные фильмы. «Короткий фильм о любви» вышел в 1988 году, ещё до премьеры цикла «Декалог».
Фильм связан с седьмой из десяти заповедей — «Не прелюбодействуй».

## Сюжет
Женщина приходит на почту, получив уведомление о почтовом переводе. В окошке с ней разговаривает молодой человек (Томек), который проверяет квитанцию и говорит, что перевод не приходил. Позже этот же молодой человек пробирается в здание школы, где крадёт телескоп. Дома он направляет телескоп на окно дома напротив и наблюдает за той самой женщиной (Магдой), которая приходила на почту. Она живёт одна, но время от времени её навещает любовник. Во время одного из таких посещений Томек вызывает службу газа, утверждая, что в такой-то квартире произошла утечка; приехавшие мастера нарушают покой Магды и её спутника. Также Томек устраивается разносчиком молока по утрам, и это тоже даёт ему возможность чаще видеть Магду, в которую он влюблён, хотя она и значительно старше него.
Магда снова получает уведомление о почтовом переводе и снова приходит на почту. Когда Томек говорит, что перевода нет, она вызывает начальницу и выясняется, что квитанция выписана самовольно. Это сделал Томек, чтобы увидеть Магду. На улице Томек признаётся, что влюблён в неё, но Магда прогоняет его. Она рассказывает о нём любовнику, и тот вечером вызывает Томека во двор и бьёт по лицу. На следующий день, когда Томек с «фингалом» под глазом разносит молоко, Магда заговаривает с ним и соглашается сходить с ним в кафе. После посещения кафе она приглашает Томека к себе и пытается соблазнить его, но он не поддаётся и уходит. Поняв, что Магда не любит его, он режет себе вены в ванной, и его забирают в больницу.
Той же ночью Магда решает извиниться перед Томеком и приходит к нему домой: он живёт у матери своего друга, который уехал на неопределённое время. Она узнаёт, что Томек в больнице. Теперь Магда сама начинает наблюдать за окном Томека в ожидании, что он вернётся. Когда после больницы Томек снова появляется в квартире, Магда наутро идёт на почту и подходит к его окошку. «Я больше за Вами не подглядываю», — говорит он ей.

## В ролях
- Гражина Шаполовская — Магда
- Олаф Любашенко — Томек
- Артур Барцись — мужчина с чемоданом
- Стефания Ивиньская — тётя Томека
- Пётр Махалица — Роман
- Ян Пехоциньский — любовник Магды
- Анна Горностай — медсестра

## Критика
Славой Жижек в книге «Киногид извращенца» отмечает «сверхъестественное сходство» Яцека из фильма «Декалог 5» и Томека из «Декалога 6», говоря о том, что второй фильм можно было бы назвать «Коротким фильмом о самоубийстве». По его мнению, история, разворачивающаяся в фильме, являет собой «интровертный слэшер, в котором мужчина, вместо того чтобы напасть на женщину, направляет свою убийственную ярость на самого себя». Урок фильма — в том, что «(полной, взаимной) любви не существует — есть лишь огромная НУЖДА в любви, и всякое настоящее любовное взаимодействие терпит крах и опрокидывает нас обратно в наше одиночество».